# Estats de la Treva
Els Estats de la Treva foren els estats sota protectorat britànic al Trucial Oman, regió més extensa, sota influència britànica però amb territoris sense reconeixement jurídic del poder britànic. Els Estats de la Treva es refereixen als actuals territoris dels Emirats Àrabs Units. Abans de l'arribada de l'Imperi Britànic a la Península Aràbiga, hi havia tanta pirateria a la costa, que la zona era coneguda amb el nom de "costa dels pirates". Quan els britànics es van començar a interessar pels productes que existien al territori, van tenir una audiència amb el cap de la tribu àrab del lloc. Així es va decidir que l'Imperi Britànic prendria comandament del territori a canvi de la seguretat de la regió, per l'alta pirateria que existia. Després d'un temps els britànics van canviar el nom de la costa per "Estats de la Treva" l'any 1892. Després de passar a ser territori britànic, se li van annexar altres territoris més (Tastar i Bahrein).
Els estats de la Treva van néixer el 1892 amb els Acords exclusius que la Gran Bretanya va signar amb sis emirats:
- Abu Dhabi
- Dubai
- Ajman
- Umm al-Qaiwain
- Xarjah
- Ras al-Khaimah

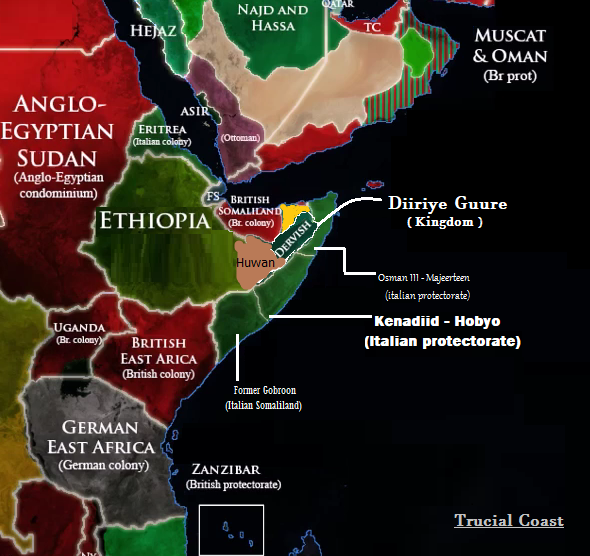

El 1900 Ras al-Khaimah va quedar integrat dins Sharjah i no va recuperar la independència fins al 1921. Per tant, entre 1900 i 1921 els estats de la Treva foren cinc:
- Abu Dhabi
- Dubai
- Ajman
- Umm al-Qaiwain
- Xarjah

El 1921 els britànics van signar acords amb el xeic de Ras al-Khaimah i el van reconèixer passant a ser altre cop sis:
- Abu Dhabi
- Dubai
- Ajman
- Umm al-Qaiwain
- Xarjah
- Ras al-Khaimah

El 1902 Fujairah i després Kalba es van separar de Sharjah però van quedar fora dels Estats de la Treva, ja que no van signar cap acord amb els britànics. El 1932 es va independitzar Diba, però els britànics no van signar tampoc cap acord amb el seu xeic que sembla que fou aliat del sultà de Mascat. El 1936, interessats els anglesos a establir un aeròdrom a Kalba, van reconèixer a l'emir de Kalba, i els estats van passar a ser set:
- Abu Dhabi
- Dubai
- Ajman
- Umm al-Qaiwain
- Xarjah
- Ras al-Khaimah
- Kalba

El 1952 els britànics van afavorir la reintegració de Kalba i Diba a Sharjah, però van haver de reconèixer a Fujairah, car els territoris del xeic estaven poblats per una tribu concreta que li donava suport. Fujairah va signar els Acords Exclusius el 1952 i els estats van esdevenir set definitivament:
- Abu Dhabi
- Dubai
- Ajman
- Umm al-Qaiwain
- Xarjah
- Ras al-Khaimah
- Fujairah

El 1968 el Consell dels Estats de la Treva va organitzar el primer cens de població de Dubai i els cinc emirats del nord. Sis d'aquests estats van formar els Emirats Àrabs Units el 18 de juliol de 1971, i van esdevenir independents el 2 de desembre de 1971, l'endemà de l'abolició dels Acords Exclusius (1 de desembre de 1971). El setè, Ras al-Khaimah, va esdevenir estat independent el mateix dia, fins que va entrar a la federació dels Emirats Àrabs Units el 10 de febrer de 1972.